# Lida Loop
Lida Loop är ett långlopp på Mountainbike. Loppets sträcka är 65 km och både start och mål är placerad på Lida friluftsgård i Botkyrka kommun, Stockholms län. Banan går i tre loopar, loop 1 nord, loop 2 väst och loop 3 söderut.
Lida Loop ingår i Långloppscupen i MTB (Mitsubishi MTB Challenge)

## Segrare
| År   | Segrare Damer       | Tid (damer) | Segrare Herrar     | Tid (herrar) | Antal deltagare |
| ---- | ------------------- | ----------- | ------------------ | ------------ | --------------- |
| 2005 | Maria Östergren     | 02:41:42    | Magnus Palmberg    | 02:27:45     | -               |
| 2006 | Anna Enocsson       | 02:31:16*   | Magnus Palmberg    | 02:12:22*    | 900             |
| 2007 | Alexandra Engen     | 02:41:21    | Daniel Eriksson    | 02:19:34     | 1 072           |
| 2008 | Kajsa Snihs         | 02:41:18    | Max Öste Macdonald | 02:16:44     | -               |
| 2009 | Kristine Norgaard   | 02:41:19    | Magnus Palmberg    | 02:16:40     | 1 000           |
| 2010 | Martina Thomasson   | 02:45:38    | Magnus Darvell     | 02:22:13     | 975             |
| 2011 | Alexandra Engen     | 02:34:26    | Lars Bleckur       | 02:18:28     | 1 149           |
| 2012 | Emmy Thelberg       | 02:42:50    | Magnus Darvell     | 02:24:56     | 1 330           |
| 2013 | Angelica Edvardsson | 02:44:25    | Matthias Wengelin  | 02:15:55     | 1 113           |
| 2014 | Jennie Stenerhag    | 02:35:02    | Fredrik Eriksson   | 02:14:21     | 1 137           |
| 2015 | Åsa Erlandsson      | 02:52:45    | Fredrik Edin       | 02:19:29     | 1 195           |
| 2016 | Jennie Stenerhag    | 02:39:16    | Michael Olsson     | 02:15:49     | 1 153           |
| 2017 | Jennie Stenerhag    | 02:39:46    | Michael Olsson     | 02:14:24     | 1 077           |
| 2018 | Åsa Erlandsson      | 02:47:10    | Emil Lindgren      | 02:15:04     |                 |
| 2019 | Jennie Stenerhag    | 02:47:05    | Matthias Wengelin  | 02:16:43     |                 |
| 2022 | Amanda Bohlin       | 02:44:43    | Matthias Wengelin  | 02:18:45     |                 |
| 2023 | Therese Andersson   | 02:38:48    | Matthias Wengelin  | 02:17:23     |                 |
| 2024 | Emma Belforth       | 02:40:28    | Matthias Wengelin  | 02:13:13     |                 |

## Sträckning
Banan startar uppför slalombacken på Lida friluftsgård, sedan går den norrut mot Harbrostugan, förbi Brantbrinks IP och Riksten för att sedan komma tillbaka till Lida friluftsgård för varvning innan Loop 2. Loop 2 går först mot södra Storvreten, sedan svänger den tillbaka in i skogen för att åka förbi Vårsta innan den banan vänder tillbaka mot Lida friluftsgård för varvning en sista gång innan Loop 3. Loop 3 åker söderut längs Stora och Lilla Skogssjön. Sedan går banan genom skogen söder om Getaren, förbi Iselsta för att sedan svänga tillbaka genom skogen för målgång på Lida friluftsgård. Loop 1 är 22 km, Loop 2 är 22,5 km och Loop 3 är 20,5 km. Banan är totalt 65 km. Sedan ungefär år 2020 har man valt att köpra loop 1- loop 3- loop 2 som tävlingsbana.

### Vätskekontroller
|  | Head station |

|  | Station on track |

|  | Station on track |

|  | Station on track |

|  | Station on track |

|  | Station on track |

|  | End station |

|  | Head station |

|  | Station on track |

|  | Station on track |

|  | Station on track |

|  | Station on track |

|  | Station on track |

|  | End station |

## Klasser
Lida Loop har 5 st huvudklasser. Herrar, Damer, Herrar Motion, Damer Motion, Singel Loop, Double Loop och Lida Triple Relay. 
Tävlingsklasserna, Herrar och Damer är uppdelade efter ålder och elit. Singel Loop kör bara Loop 1. Double Loop kör bara Loop 1 och Loop 2 och Lida Triple Relay är en stafett med tre sträckor där varje person kör en loop och växlingen sker vid arenan på Lida friluftsgård. 

## Lilla Loop
Lilla Loop är ett cykellopp för barn som går dagen innan riktiga Lida Loop. Barnen får välja vilken av tre banor de vill åka, 4 km, 1,1 km eller knattelopp, >1 km. Det finns både tävlingsklasser, prova-på klasser, nybörjare klasser och ett knattelopp. Klasserna är:
Tävlingsklasser:
- Herrar 15-16 år
- Herrar 13-14 år
- Herrar 10-12 år
- Damer 15-16 år
- Damer 13-14 år
- Damer 10-12 år.

Prova-på klasser:
- Prova-på 15-16 år
- Prova-på 13-14 år
- Prova-på 11-12 år

Nybörjarklasser:
- Nybörjare 10 år
- Nybörjare 9 år
- Nybörjare 8 år

Knatteloppet är för alla barn under 7 år. 